# Bernhard von Gaza
Bernhard Franz Wilhelm Theodor Otto Jacob von Gaza (ur. 6 maja 1881 w Koserow, zm. 25 września 1917 w Poelkapelle) – niemiecki wioślarz, brązowy medalista olimpijski.
Wystąpił na igrzyskach olimpijskich w Londynie w 1908 roku, gdzie w jedynkach wywalczył brązowy medal. Wyprzedzili go jedynie Brytyjczycy: Harry Blackstaffe i Alexander McCulloch. Był to jego jedyny oficjalny start olimpijski. 
W 1913 roku zdobył brązowy medal w dwójkach podwójnych na mistrzostwach Europy w Gandawie, startując w parze z Wenzelem Joestenem.
Reprezentował barwy klubu Rudergesellschaft Wiking Berlin. Na mistrzostwach kraju we Frankfurcie nad Menem w 1907 roku zdobył złoto w jedynkach. Wspólnie z Carlem Ekkehardem Ernestem zwyciężył również w dwójkach. Cztery lata później ponownie zwyciężył w jedynkach, a w 1913 razem z Joestenem odniósł kolejne zwycięstwo w dwójkach.
Bernhard von Gaza służył w 185 Regimencie Piechoty w stopniu oberleutnanta podczas I wojny światowej. Odznaczony Krzyżem Żelaznym. Został ranny w trakcie bitwy pod Passchendaele, następnie wzięty do niewoli, najprawdopodobniej przez 12 Batalion King's Royal Rifle Corps. Zmarł w brytyjskiej niewoli w wyniku odniesionych ran 25 września 1917 i został pochowany na cmentarzu wojennym Dozinghem w pobliżu Westvleteren.